# Vladimir Dugački
Vladimir Dugački  (Zagreb, 26. veljače 1939. – Zagreb, 11. ožujka 2014.) bio je hrvatski liječnik oftalmolog, povjesničar medicine, primarijus i medicinski leksikograf.

## Životopis

### Mladost i školovanje
Klasičnu gimnaziju završio je u Zagrebu. U Zagrebu je studirao na Medicinskom fakultetu, gdje je bio aktivan u Klubu demonstratora i u Klubu narodnog zdravlja Andrija Štampar. Pisao je za studentski časopis Medicinar kojem je pred kraj studija bio urednikom. Diplomirao je 1964. godine.

### Znanstveno-nastavno i liječničko djelovanje
Poslije studija tri je godine radio kao asistent pri Institutu za povijest prirodnih, matematičkih i medicinskih znanosti HAZU i na Katedri za histologiju i embriologiju Medicinskog fakulteta u Zagrebu, nakon čega je bio liječnik zagrebačke Stanice za hitnu pomoć.  Većinu radnog vijeka radio je na Klinici za očne bolesti KBC Zagreb (Rebro), na kojoj je radio od 1971. do umirovljenja 2004. godine.
Predsjedavao je Hrvatskim društvom za povijest medicine Hrvatskog liječničkog zbora, kojem je dao veliki obol u radu. Predsjedavao je Hrvatskim društvom za medicinsko nazivlje. Bio je član međunarodnih medicinskih povjesničarskih društava. Na poslijediplomskom studiju predavao je Oftalmološku terminologiju. Bio je član Hrvatskog katoličkog liječničkog društva od osnutka tog društva 1991. godine. Bio je i član Družbe Braće hrvatskog zmaja. Umro je 2014. godine i pokopan je na Mirogoju.

## Djela
Mnogo je pridonio medicinskoj enciklopedistici i leksikografiji, osobito svojim istraživanjem povijesti medicine, s naglaskom na povijest oftalmologije.  Surađivao je na projektu Enciklopedijskog rječnika humanog i veterinarskog medicinskog nazivlja, Medicinske enciklopedije, bio je jedan od urednika Hrvatskog biografskog leksikona, tajnik Savjeta Liječničkog vjesnika i dr. Iznimno je bogata autorskog opusa, dio kojih je sabran u Opera selecta. Bogato je obradio povijest hrvatske medicine.

## Odličja, nagrade i priznanja
Hrvatski liječnički zbor odlikovao ga je Odličjem Ladislav Rakovac.

## Vanjske poveznice
Mrežna mjesta
- Vladimir Dugački, Hrvatski muzej medicine i farmacije
- Vladimir Dugački, [neaktivna poveznica], Studia lexicographica 1/2007.
- Vladimir Dugački, Zdravstvena problematika u Gazophylaciumu Ivana Belostenca  Arhivirana inačica izvorne stranice od 13. prosinca 2021. (Wayback Machine), Studia lexicographica 2(9)/2011.